# Maria Teresa Bedós i Garcia-Ciaño
Maria Teresa Bedós i Garcia-Ciaño (Sabadell, Vallès Occidental, 16 d’octubre de 1906 - Blanes, la Selva, 24 d'agost de 1988) fou una pintora catalana.

## Biografia
Filla de Francesc de Paula Bedós, doctor en medicina, va iniciar els primers estudis de dibuix i pintura amb Francesc Gimeno, amic d'infantesa del seu pare. Va assistir a l'Escola de Belles Arts de Sabadell, on va tenir de professors Joan Vila Cinca i Antoni Vila Arrufat. Més tard, va realitzar tres cursos a l'Escola de Belles Arts de Barcelona amb Francesc Labarta.
L'any 1930 va exposar a l'Escola de Belles Arts de Sabadell amb dibuixos i pintures on predominaven els paisatges sabadellencs. Després d'aquesta primera exposició, en seguiren moltes altres, individuals i col·lectives, entre les quals a les Galeries Syra de Barcelona i a la Galeria Foga-II.
El 1931 s'establí a Blanes. El canvi de residència a Blanes va significar el canvi temàtic de les seves pintures, que es transformarien en temes tradicionals mariners i especialment en marines.
Als anys quaranta va exposar en diverses ocasions en galeries barcelonines com les Galerías Augusta (1941), Pictoria (1942), Galeries Syra (1943 i 1945) o la sala Argos (1946, 1947 i 1949). La seva participació en la vida pública va seguir tenint relleu a la dècada dels cinquanta. Va exposar a Sabadell, a Quint Galerías de Arte (1951), a les Galeries Syra (1954) i l'any 1957 va obtenir el tercer premi a la II Biennal de Sabadell, va realitzar una exposició a Girona, segons informació del diari Los Sitios, va participar en La Costa Brava y sus pintores a Sant Feliu de Guíxols i en el II Concurso de Pintura y Escultura organitzat per la Diputació de Girona. Més endavant, el febrer de 1960, va participar en l'exposició Artistas gerundenses, que va tenir lloc a Girona, i va presentar la seva obra a la sala La Pinacoteca. Als anys vuitanta va exposar a la galeria barcelonina Foga-2 (1980) i a la Galeria Intel·lecte de Sabadell.
Va destacar també per la seva relació amb el món de la literatura i de la música. Pertanyia a l'Associació de la Música de Sabadell, a l'Esbart Dansaire de Sabadell i a l'Escola Cantorum. Es va dedicar a la docència de la dansa, sobretot d'arrel tradicional catalana, i també va realitzar l'estudi de les danses regionals, àmbit on va esdevenir especialista en la seva interpretació.

## Obra

### Pictòrica
Destacà pels paisatges i les marines. Va conrear l'oli i la pintura al fresc. Va pintar un fresc al·legoric a l'absis de l'Ermita de Sant Joan de Blanes. També realitzà murals a l'Església de la Sagrada Família de Blanes i a les cases Pirretas de Lloret de Mar i Roig-Serra de l'Ametlla del Vallès, entre d'altres.
A part dels frescos, algunes de les seves obres es conserven al Museu d'Història de la Ciutat de Girona i al Museu d'Art de Sabadell, així com en col·leccions de Suïssa, Itàlia, Bèlgica, Països Baixos, França, Anglaterra i Estats Units.

### Literària
- Adolescent. Ingenuitat, poema presentat als Jocs Florals de Barcelona de 1931[8]
- Cansoneta en to menor i Dominical, poemes presentats als Jocs Florals de Barcelona de 1931[9]

## Exposicions[10]

### Exposicions individuals
- 1930. Escola de Belles Arts de Sabadell
- 1941. Galerías Augusta, Barcelona[6]
- 1942. Galerías Pictoria, Barcelona[6]
- 1943. Galeries Syra, Barcelona[6]
- 1944. Acadèmia de Belles Arts de Sabadell
- 1945. Galeries Syra, Barcelona[6]
- 1946. Galerías Argos, Barcelona[6]
- 1957. Galerías Argos, Barcelona[6]
- 1949. Galerías Argos, Barcelona[6]
- 1951. Quint Galerías de Arte, Sabadell[6]
- 1954. Galeries Syra, Barcelona[6]
- 1959. Acadèmia de Belles Arts de Sabadell
- 1960. La Pinacoteca, Barcelona[6]
- 1980. Foga 2 Galeria d'Art, Barcelona[6]
- 1983. Intel·lecte Galeria d'Art, Sabadell[6]

### Exposicions col·lectives
- 1942. Acadèmia de Belles Arts de Sabadell.
- 1943. Acadèmia de Belles Arts de Sabadell.
- 1944. Acadèmia de Belles Arts de Sabadell.
- 1953. Primer Saló Biennal de Belles Arts. Caixa d'Estalvis de Sabadell.
- 1955. Segon Saló Biennal de Belles Arts. Caixa d'Estalvis de Sabadell.
- 1957. Tercer Saló Biennal de Belles Arts. Caixa d'Estalvis de Sabadell.
- 1959. Quart Saló Biennal de Belles Arts. Caixa d'Estalvis de Sabadell.